# جیل بکن
جیل بکن (انگلیسی: Jill Bakken؛ زادهٔ ۲۵ ژانویهٔ ۱۹۷۷) ورزشکار بابسلد اهل ایالات متحده آمریکا بود.
وی در مسابقات کشوری و بین‌المللی در مجموع برندهٔ ۱ مدال طلا شده‌است.